# Dolný Chotár
Dolný Chotár és un poble i municipi d'Eslovàquia que es troba a la regió de Trnava, a l'oest del país. El 2023 tenia 341 habitants.

## Història
La vila fou fundada el 1960.

## Demografia
| Godina             | 1994 | 2004   | 2014     | 2024    |
| ------------------ | ---- | ------ | -------- | ------- |
| Nombre de persones | 221  | 205    | 432      | 344     |
| Diferència         |      | −7,23% | +110,73% | −20,37% |

| Godina             | 2023 | 2024   |
| ------------------ | ---- | ------ |
| Nombre de persones | 341  | 344    |
| Diferència         |      | +0,87% |